# Maliga Pál (kertészmérnök)
Maliga Pál (Tótkomlós, 1913. május 10. – Budapest, 1987. február 16.) kertészmérnök, gyümölcsnemesítő, egyetemi oktató, a mezőgazdasági tudományok kandidátusa. 
Nemesítői tevékenysége elsősorban a meggyhez kötődik, számos fajta kialakítása fűződik a nevéhez, a legfontosabb ezek közül az Érdi bőtermő, mely a hazai meggyültetvények máig meghatározó fajtája, de világszerte ismert, az Egyesült Államokban is termesztett.
Fia ifjabb Maliga Pál növénygenetikus.

## Életpályája
1913-ban született a Békés vármegyei Tótkomlóson. Édesapja a Felvidékről származó malomácsmester volt. Általános iskolai tanulmányait szülővárosában végezte kiváló eredményekkel, középiskolába Orosházára járt.
1933-ban nyert felvételt a budapesti Kertészeti Tanintézetbe, ahol 1936-ban szerzett oklevelet, 1937-ben pedig borászati tanfolyamot végzett. 1943-ban Kertészeti főiskolai különbözeti vizsgát tett, majd 1944-ben a Budapesti Műszaki Egyetemen mezőgazdasági oklevelet szerzett, és megszerezte doktori fokozatát is.
Kandidátusi címét 1952-ben szerezte meg.
Oktatási tevékenységet is aktívan folytatott, a Kertészeti Egyetemen főiskolai tanársegédként, egyetemi adjunktusként, egyetemi docensként, majd mint tanszékvezető helyettes tanított.
Oktató munkája mellett főleg kutatással foglalkozott. 1941-1950 között virágzásbiológiai és termékenyülési vizsgálatokkal tisztázta az akkori magyarországi meggytermesztés fő fajtájának a Pándy meggynek a termékenyülési viszonyait. 
Elsősorban a gyümölcsfajták tulajdonságainak a genetikája érdekelte. Ennek megfelelően 1950-től nagy számú keresztezést végzett almából, meggyből, cseresznyéből, kajszibarackból és őszibarackból. A legnagyobb hírnevet a meggynemesítésben elért eredményei hozták meg. Mintegy 160 000 keresztezést végzett. A hibridizációs munka eredményeként előállított 5700 meggy hibridből kiemelt és állami elismerésben részesült hibrid meggyfajtáival Maliga Pál új alapokra helyezte a magyarországi meggytermesztést.
A nemesítés során szoros együttműködésben dolgozott Apostol Jánossal.
Az általa előállított, még életében állami elismerést kapott fajták:
- Meteor
- Korai pipacsmeggy
- Érdi nagygyümölcsű
- Favorit
- Érdi jubileum (Az USA-ban 'Jubileum' néven ismert)
- Érdi bőtermő (Az USA-ban 'Danube' néven ismert)

Tudományos oktatói  és nemesítő  munkájához  kapcsolódóan 17 könyve, illetve könyvrészlete, 20 magyar nyelvű publikációja és 3 idegen nyelvű szakcikke jelent meg. 
Felesége nagy segítségére volt a tudományos pályán való érvényesülésben. Három gyermekük született. 1976-ban vonult nyugdíjba, súlyos betegség után 1987. február 16-án hunyt el.

## Főbb művei
- Maliga Pál. Gyümölcstermesztéstan. Budapest: MEFESZ (1949)
- Mohácsy Mátyás, Porpáczy Aladár, Maliga Pál. Gesztenye, mandula, mogyoró. Budapest: Mezőgazdasági Kiadó (1957)
- Maliga Pál. Gyümölcstermesztés – Részletes gyümölcstermesztés / Okályi Iván előadásainak felhasználásával. Budapest: Kertészeti és Szőlészeti Főiskola (1959)
- Mohácsy Mátyás, Maliga Pál. Cseresznye- és meggytermesztés. Budapest: Mezőgazdasági Kiadó (1959)
- id. Mohácsy Mátyás, Maliga Pál, ifj. Mohácsy Mátyás. Az őszibarack. Budapest: Mezőgazdasági Kiadó (1963)
- Mohácsy Mátyás, Maliga Pál, Gyuró Ferenc. A gyümölcsfák metszésének kézikönyve. Debrecen: Mezőgazdasági Kiadó (1968)
- Jávorka Sándor, Maliga Pál. A gesztenye = Castanea sativa MILL. – Magyarország kultúrflórája: Kristályvirágfélék - diófélék. 16. füzet. Budapest: Akadémiai Nyomda (1969)

## Díjai, kitüntetései
Számos egyéb oklevél és kitüntetés mellett főbb díjai:
- Mezőgazdaság kiváló dolgozója
- Kiváló földműves szövetkezeti dolgozó
- Entz Ferenc emlékérem
- A Fleischmann nemesítési érem

## Emlékezete
Emlékét Tótkomlóson, szülőházának falán emléktábla őrzi, melyet születésének 96. évfordulóján, 2009-ben avattak föl.
Nevét viseli a Maliga emléke meggyfajta, melyet Apostol Jánossal együtt nemesített Maliga, de állami elismerésére csak 1993-ban került sor.